# Birken-Sichelflügler

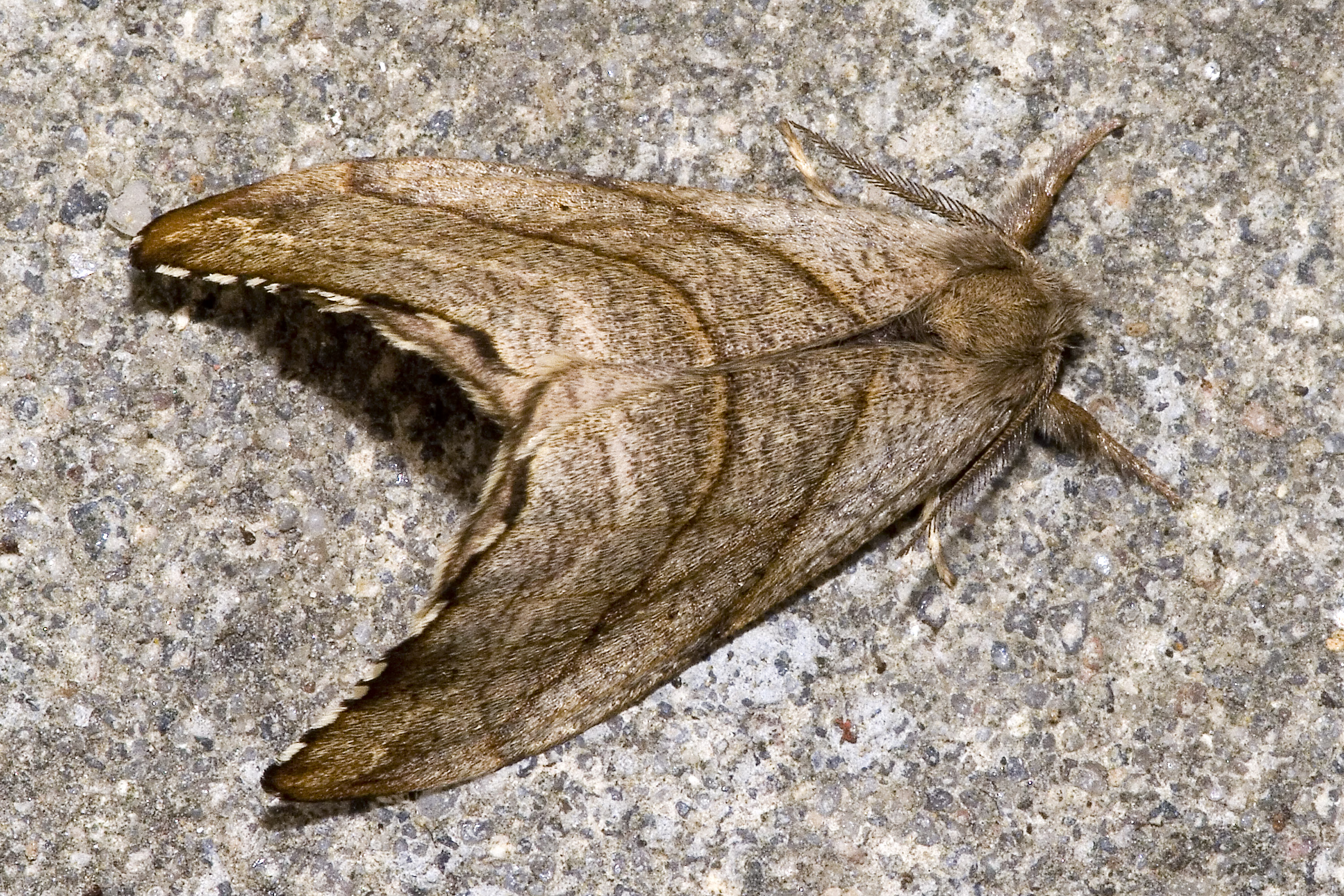
Falter mit aufgestellten Flügeln

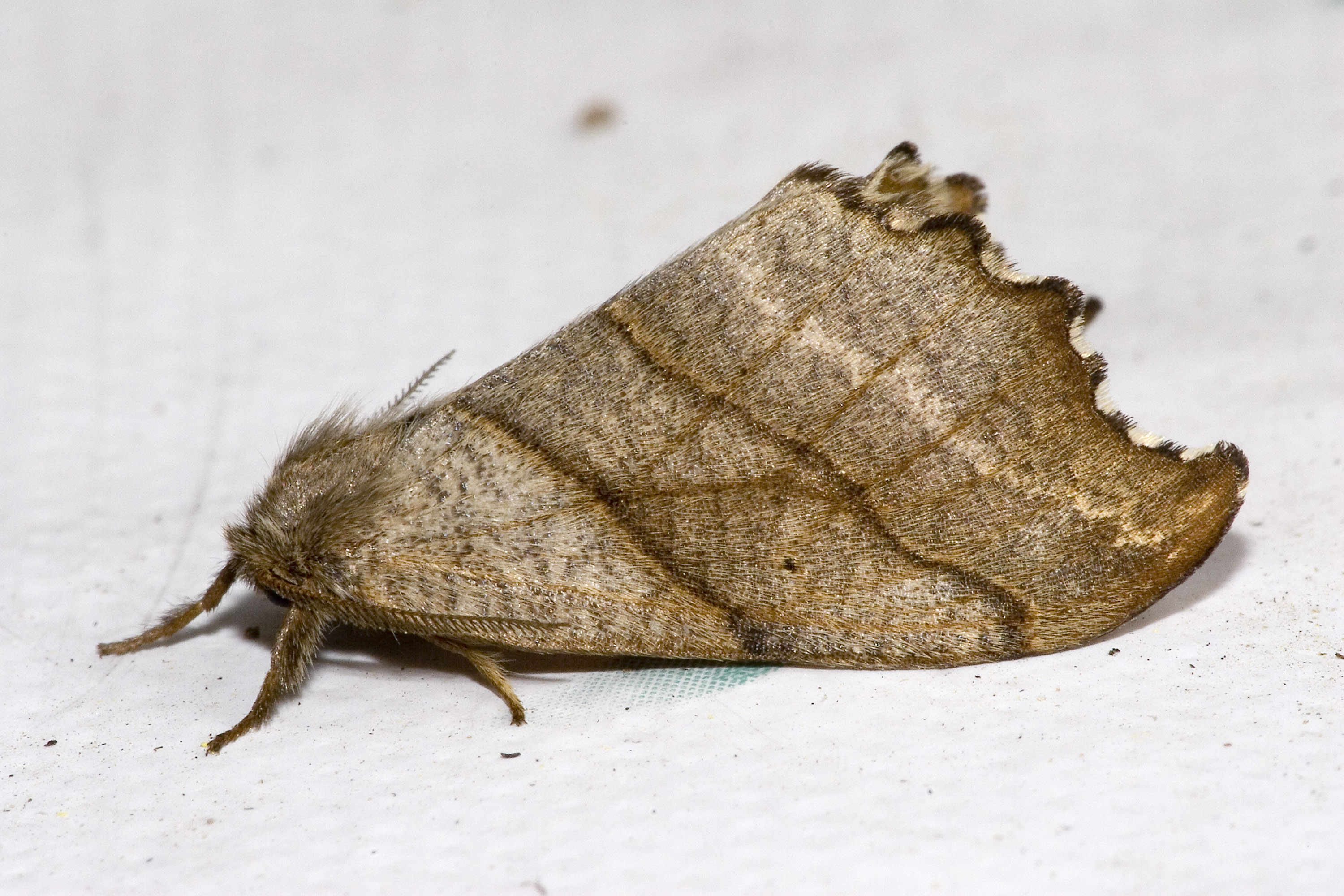
Falter von der Seite

Der Birken-Sichelflügler (Falcaria lacertinaria) ist ein Schmetterling aus der Familie der Eulenspinner und Sichelflügler (Drepanidae).

## Merkmale

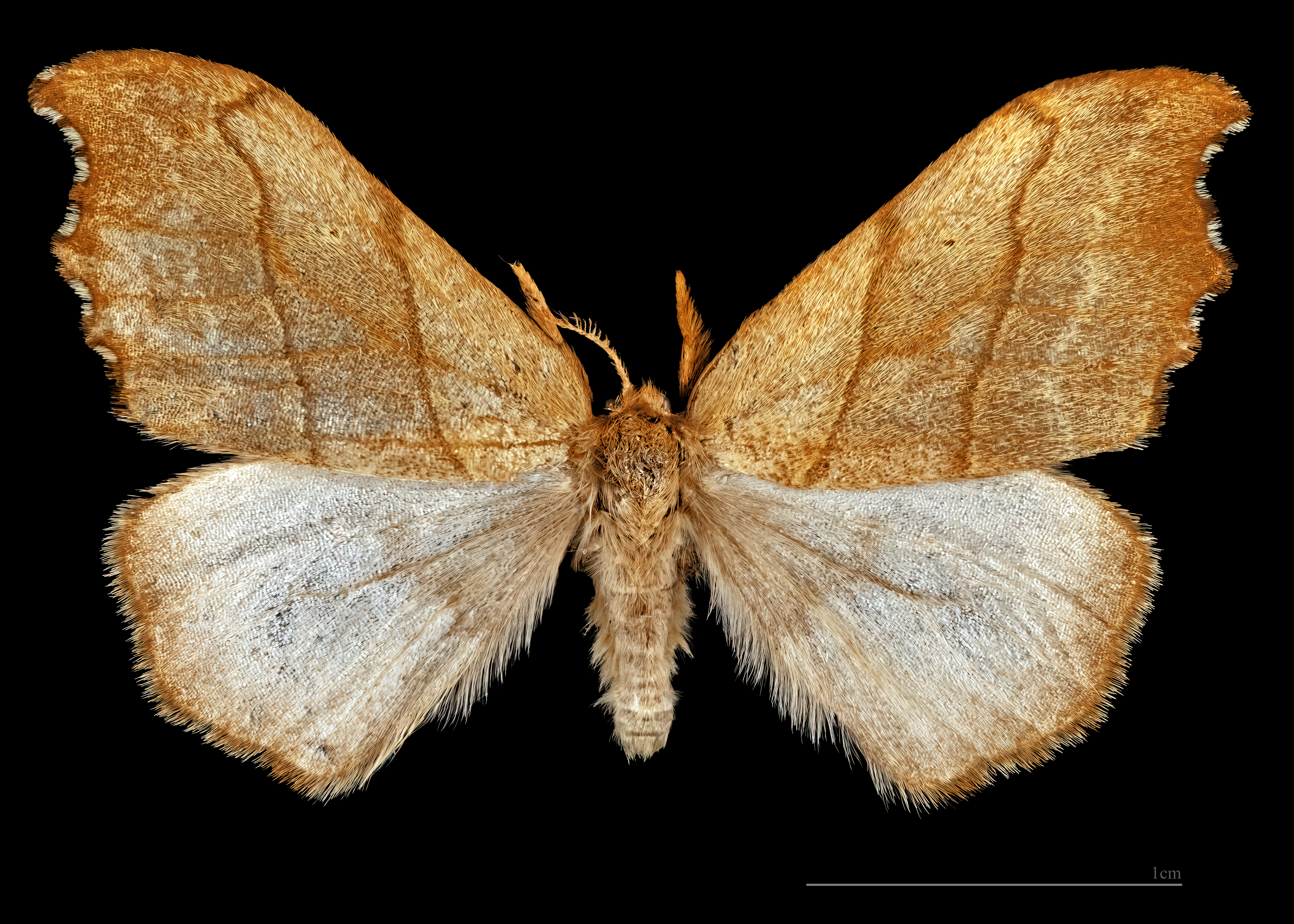
♂
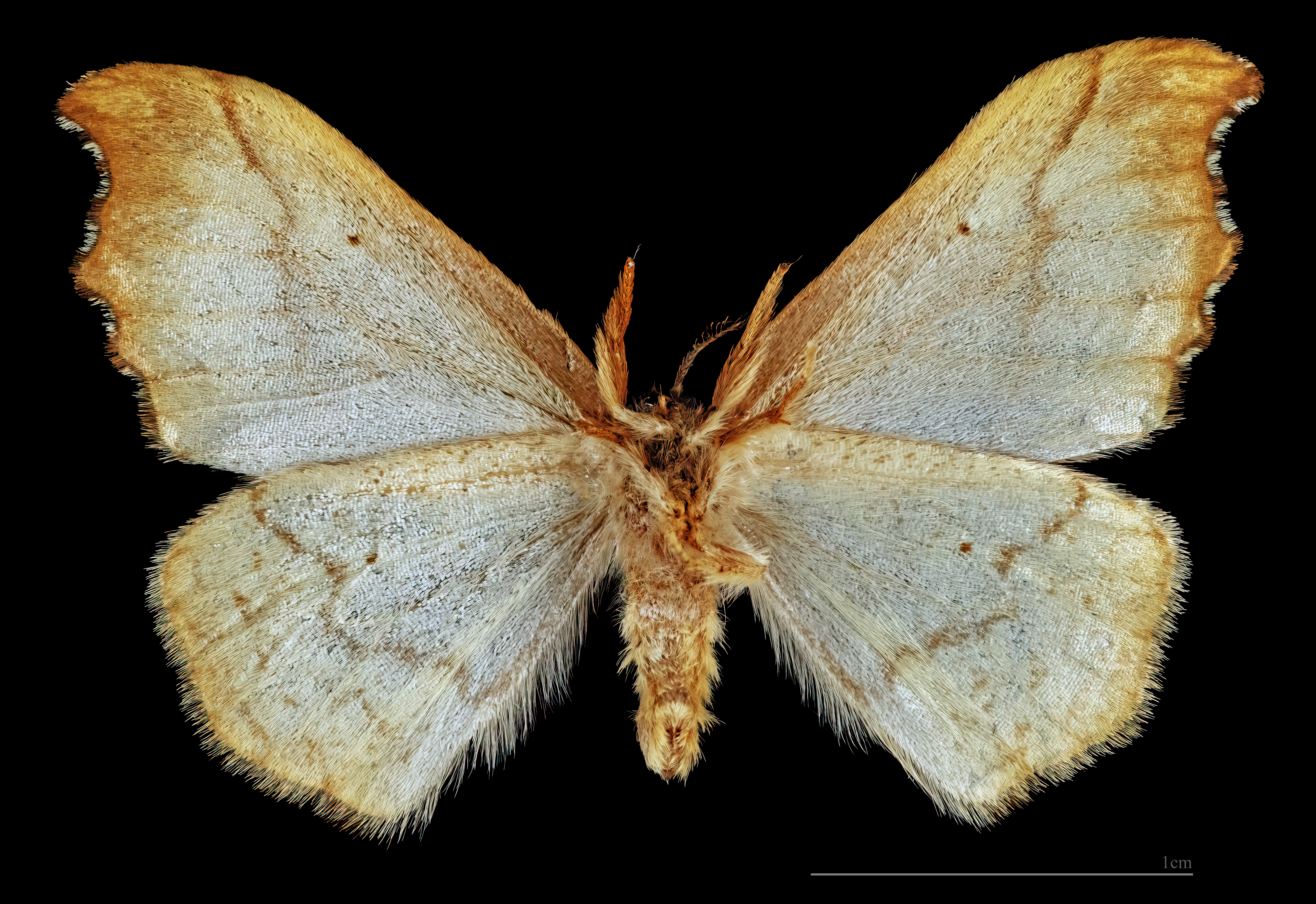
♂ △
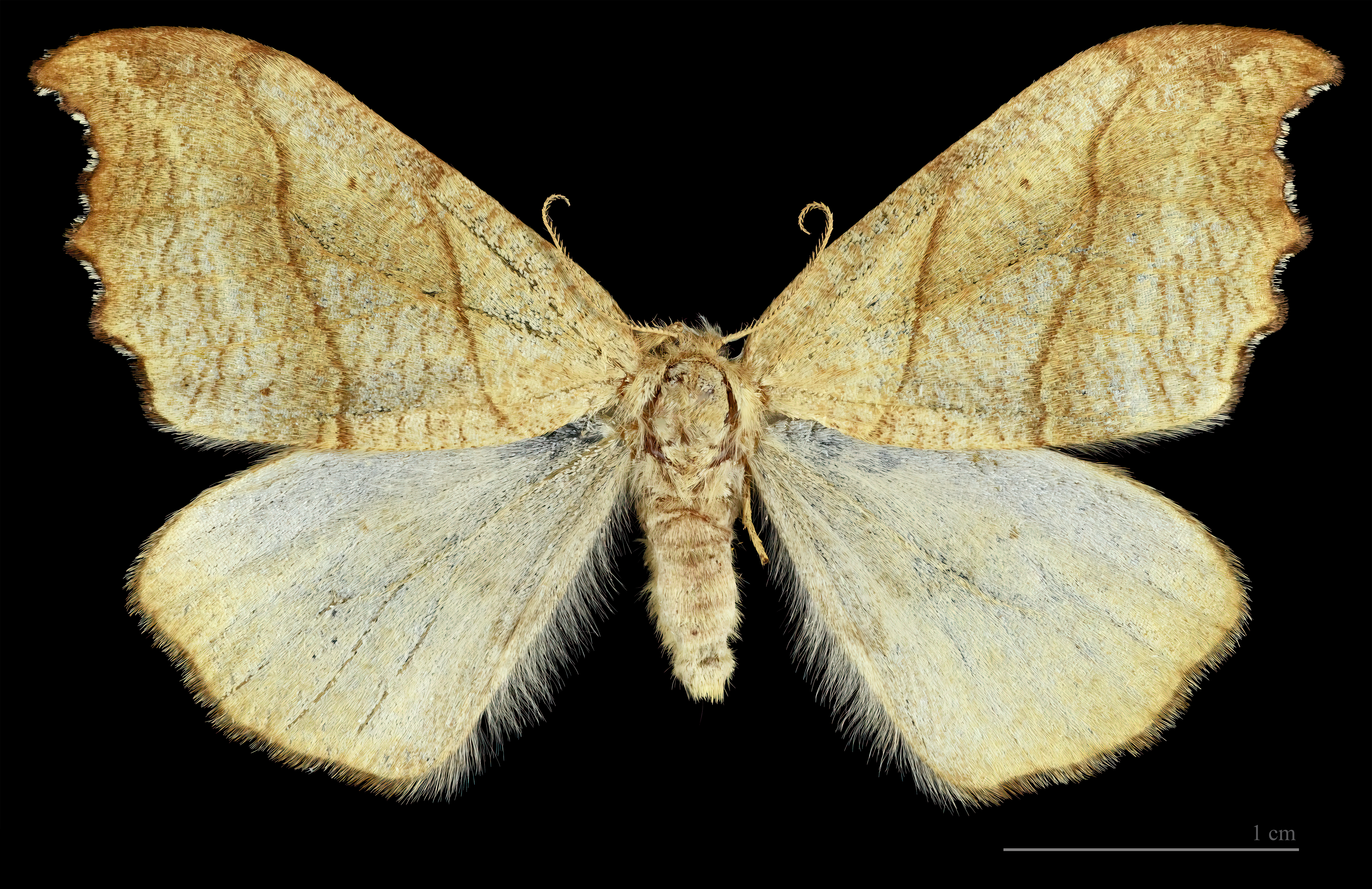
♀
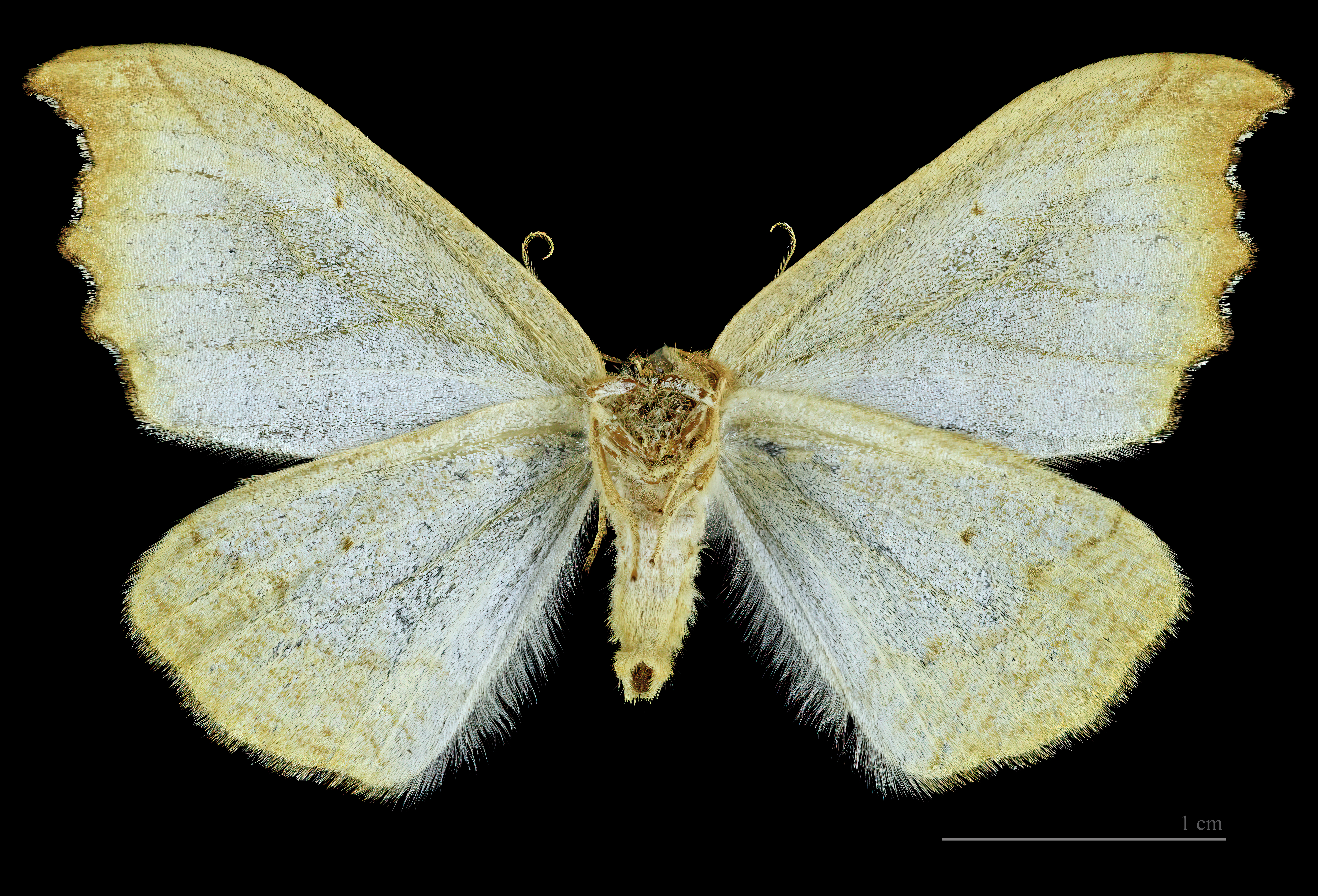
♀ △

Die Falter erreichen eine Flügelspannweite von 27 bis 35 Millimetern. Die Vorderflügel der beiden im selben Jahr auftretenden Generationen unterscheiden sich farblich. Die erste hat dunkle Vorderflügel mit weißen Aufhellungen und unruhiger Zeichnung, die der zweiten sind gleichmäßig gelbbraun. In der Mitte der Flügel finden sich bei beiden Generationen zwei parallele, braune Querlinien. Der Außenrand der Vorderflügel ist ungleichmäßig gefranst. Die Hinterflügel sind hell, nur am Außenrand mit einer dunkelbraunen Linie gefärbt.

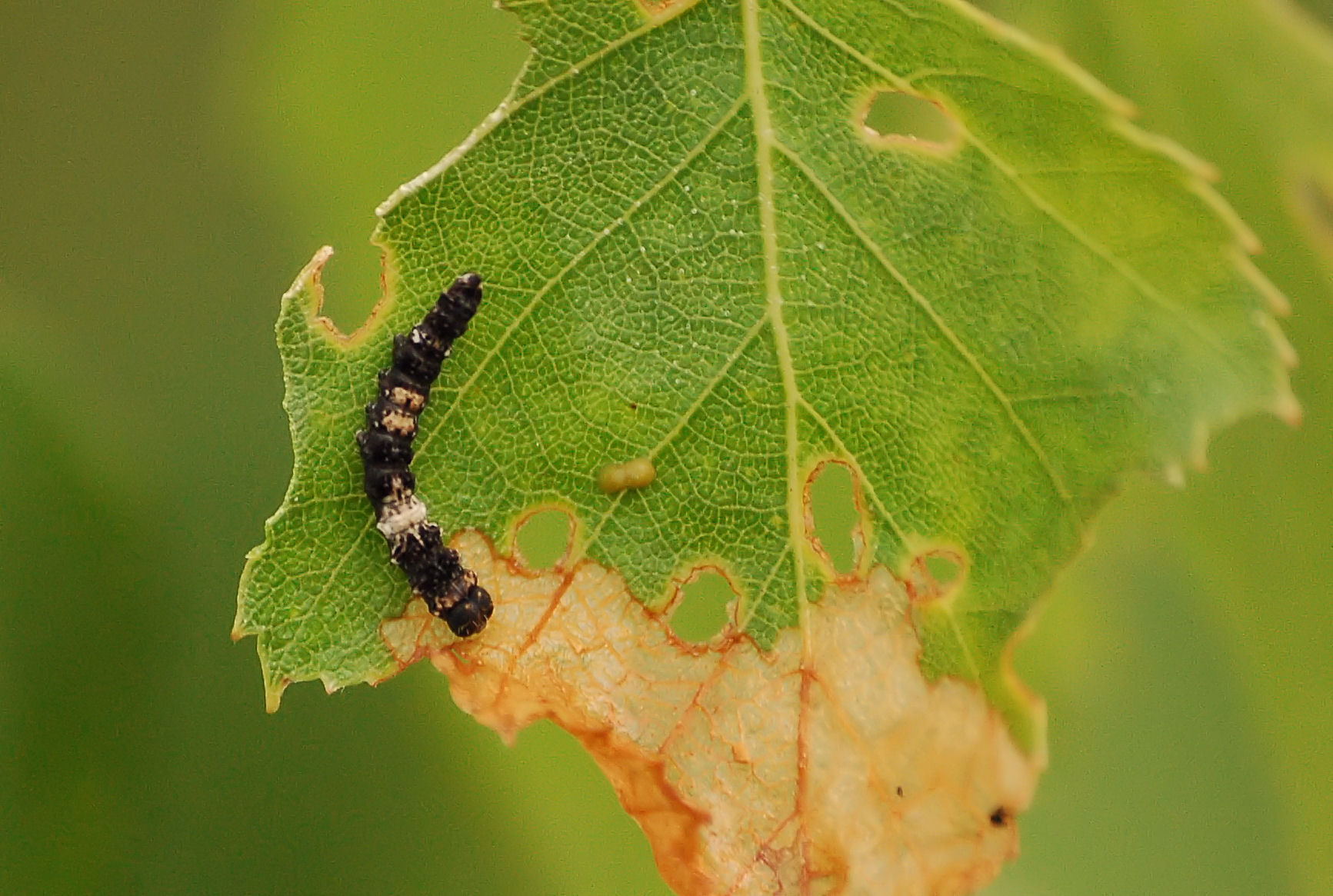
Junge Raupe
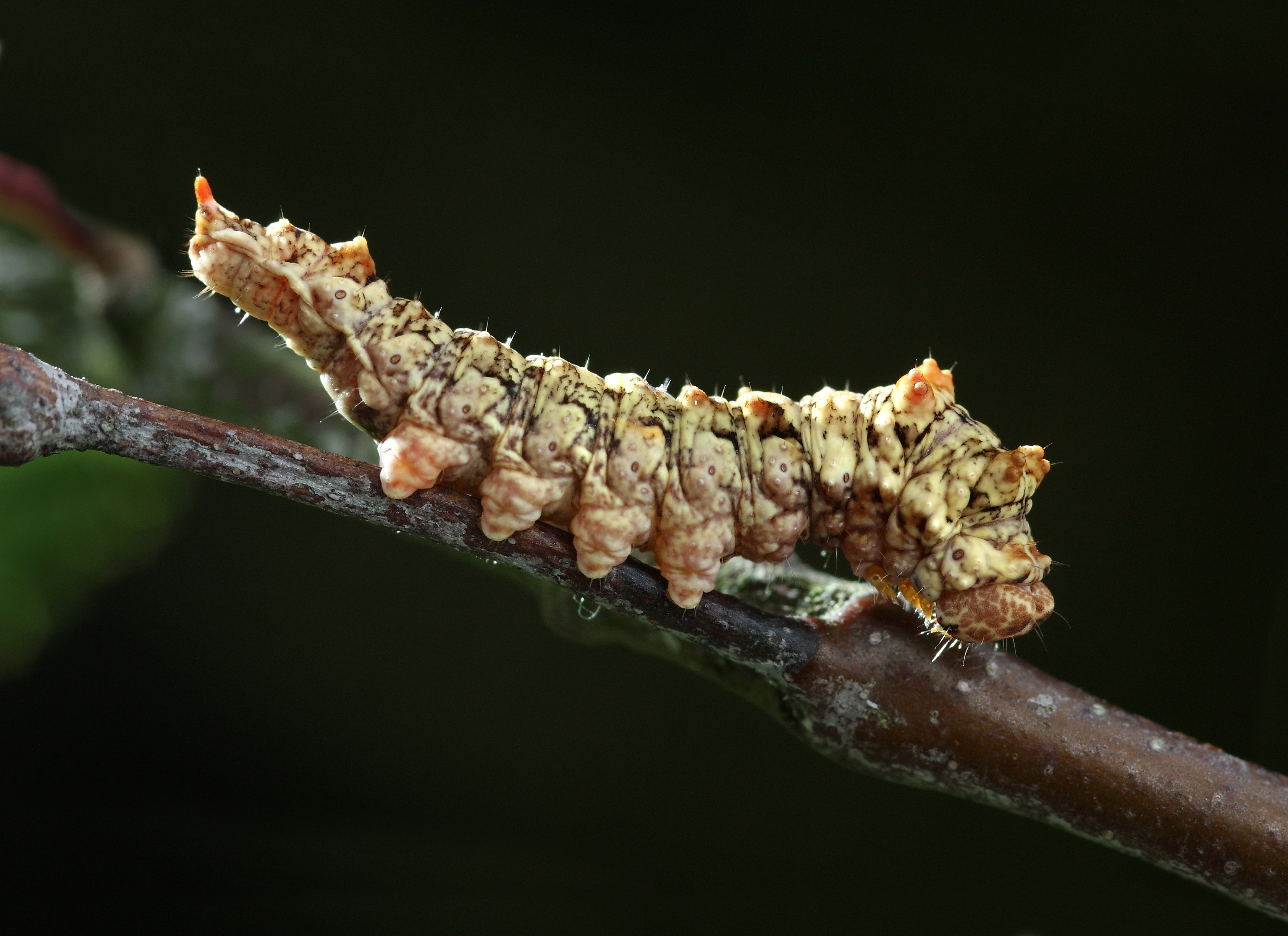
Ältere Raupe
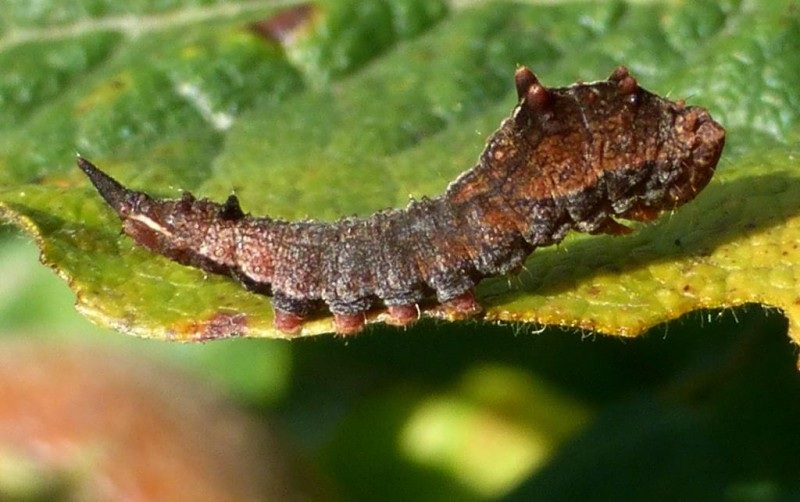
Ältere Raupe

## Vorkommen
Sie kommen fast überall in Europa, nach Norden hin bis Lappland vor. Sie leben dort, wo Birken (Betula) wachsen, wie etwa in Heiden und Mooren mit Birkenbeständen und bevorzugen sonnige Gegenden mit hoher Luftfeuchtigkeit. Man findet sie aber auch an feuchten Stellen mit Erlenbeständen.

## Lebensweise
Sie fliegen von April bis Ende August in zwei sich überschneidenden Generationen.

### Flug- und Raupenzeiten
Die Falter fliegen in zwei Generationen von Ende April bis Anfang Juni und von Juli bis Ende August. Die Raupen aus den Eiern der ersten Generation findet man im September, die der zweiten im Juni des darauffolgenden Jahres.

### Nahrung der Raupen
Die Raupen ernähren sich von Blättern von Birken (Betula) wie z. B. Moor-Birke (Betula pubescens) und Hänge-Birke (Betula pendula), aber auch von Schwarzerle (Alnus glutinosa).

## Entwicklung
Die Raupen spinnen sich zur Verpuppung in ein Blatt ein. Sie überwintern am Boden, bevor sie als Falter schlüpfen.